# Jaarmarktcross Niel
Le Jaarmarktcross Niel est une compétition de cyclo-cross disputée annuellement à Niel, en Belgique, dans la province d'Anvers. Entre 1987 et 2008, c'est l'une des manches du Trophée Gazet van Antwerpen, compétition devenue Trophée Banque Bpost à partir de 2012-2013. Depuis 2009, le cyclo-cross ne fait plus partie du Trophée GVA, mais il est l'une des manches des Soudal Classics, l'ex-Fidea Cyclocross Classics. Il devient une épreuve du Superprestige à partir de la saison 2020-2021.

## Palmarès

### Hommes élites
| Année | Vainqueur            | Deuxième            | Troisième              |
| ----- | -------------------- | ------------------- | ---------------------- |
| 1963  | René De Rey          | Eric De Vlaeminck   |                        |
| 1964  | Pierre Kumps         | Huub Harings        | Eric De Vlaeminck      |
| 1965  | Eric De Vlaeminck    | Roger De Clercq     | Rolf Wolfshohl         |
| 1966  | Eric De Vlaeminck    | Albert Van Damme    | Roger De Clercq        |
| 1967  | Eric De Vlaeminck    | Roger De Vlaeminck  | Robert Vermeire        |
| 1968  | Eric De Vlaeminck    |                     |                        |
| 1969  | Freddy Nijs          |                     |                        |
| 1970  | Eric De Vlaeminck    | Albert Van Damme    | Roger De Vlaeminck     |
| 1971  | Albert Van Damme     | Robert Vermeire     | André Geirland         |
| 1972  | Robert Vermeire      | André Wilhelm       | René De Clercq         |
| 1973  | André Geirland       | Robert Vermeire     | Leo Arnouts            |
| 1974  | André Geirland       | Jef Thielemans      | Luc Van Goidsenhoven   |
| 1975  | Robert Vermeire      | André Geirland      | Jan Teugels            |
| 1976  | Robert Vermeire      | André Geirland      | Jef Thielemans         |
| 1977  | Eric De Bruyne       |                     |                        |
| 1978  | Robert Vermeire      | André Geirland      | Willy Lienhard         |
| 1979  | Robert Vermeire      | Eric De Vlaeminck   | Eric De Bruyne         |
| 1980  | Roland Liboton       | Paul De Brauwer     | Rudy De Bie            |
| 1981  | Hennie Stamsnijder   | Rein Groenendaal    | Cees van der Wereld    |
| 1982  | Roland Liboton       | Rudy De Bie         | Cees van der Wereld    |
| 1983  | Roland Liboton       |                     |                        |
| 1984  | Hennie Stamsnijder   |                     |                        |
| 1985  | Roland Liboton       | Yvan Messelis       | Ludo De Rey            |
| 1986  | Christian Hautekeete | Roland Liboton      | Ludo De Rey            |
| 1987  | Roland Liboton       |                     |                        |
| 1988  | Rudy De Bie          |                     |                        |
| 1989  | Danny De Bie         |                     |                        |
| 1990  | Marc Janssens        |                     |                        |
| 1991  | Guy Van Dijck        | Pascal Van Riet     | Peter Van Santvliet    |
| 1992  | Marc Janssens        |                     |                        |
| 1993  | Danny De Bie         |                     |                        |
| 1994  | Paul Herijgers       |                     |                        |
| 1995  | Paul Herijgers       |                     |                        |
| 1996  | Marc Janssens        | Adrie van der Poel  | Erwin Vervecken        |
| 1997  | Adrie van der Poel   | Danny De Bie        | Erwin Vervecken        |
| 1998  | Mario De Clercq      | Marc Janssens       | Adrie van der Poel     |
| 1999  | Arne Daelmans        | Mario De Clercq     | Erwin Vervecken        |
| 2000  | Erwin Vervecken      | Richard Groenendaal | Peter Van Santvliet    |
| 2001  | Peter Van Santvliet  | Erwin Vervecken     | Bart Wellens           |
| 2002  | Bart Wellens         | Peter Van Santvliet | Mario De Clercq        |
| 2003  | Bart Wellens         | Sven Nys            | Ben Berden             |
| 2004  | Richard Groenendaal  | Erwin Vervecken     | Sven Vanthourenhout    |
| 2005  | Sven Nys             | Niels Albert        | Bart Wellens           |
| 2006  | Bart Wellens         | Richard Groenendaal | Sven Nys               |
| 2007  | Bart Wellens         | Lars Boom           | Sven Nys               |
| 2008  | Lars Boom            | Niels Albert        | Sven Nys               |
| 2009  | Sven Nys             | Niels Albert        | Zdeněk Štybar          |
| 2010  | Sven Nys             | Niels Albert        | Bart Wellens           |
| 2011  | Sven Nys             | Niels Albert        | Kevin Pauwels          |
| 2012  | Niels Albert         | Bart Aernouts       | Sven Nys               |
| 2013  | Sven Nys             | Wout van Aert       | Rob Peeters            |
| 2014  | Sven Nys             | Wout van Aert       | Kevin Pauwels          |
| 2015  | Kevin Pauwels        | Tom Meeusen         | Sven Nys               |
| 2016  | Toon Aerts           | Kevin Pauwels       | Corné van Kessel       |
| 2017  | Toon Aerts           | Laurens Sweeck      | Corné van Kessel       |
| 2018  | Mathieu van der Poel | Toon Aerts          | Laurens Sweeck         |
| 2019  | Mathieu van der Poel | Laurens Sweeck      | Thijs Aerts            |
| 2020  | Laurens Sweeck       | Eli Iserbyt         | Toon Aerts             |
| 2021  | Eli Iserbyt          | Toon Aerts          | Quinten Hermans        |
| 2022  | Laurens Sweeck       | Lars van der Haar   | Michael Vanthourenhout |
| 2023  | Eli Iserbyt          | Joris Nieuwenhuis   | Felipe Orts            |
| 2024  | Laurens Sweeck       | Felipe Orts         | Niels Vandeputte       |

### Femmes élites
| Année | Vainqueur       | Deuxième               | Troisième                |
| ----- | --------------- | ---------------------- | ------------------------ |
| 2012  | Nikki Harris    | Reza Hormes-Ravenstijn | Ellen Van Loy            |
| 2013  | Sanne Cant      | Nikki Harris           | Sabrina Stultiens        |
| 2014  | Sanne Cant      | Jolien Verschueren     | Helen Wyman              |
| 2015  | Sanne Cant      | Jolien Verschueren     | Nikki Harris             |
| 2016  | Sanne Cant      | Jolien Verschueren     | Ellen Van Loy            |
| 2017  | Nikki Brammeier | Alice Maria Arzuffi    | Ellen Van Loy            |
| 2018  | Sanne Cant      | Loes Sels              | Ellen Van Loy            |
| 2019  | Lucinda Brand   | Katherine Compton      | Marion Norbert Riberolle |
| 2020  | Lucinda Brand   | Ceylin Alvarado        | Denise Betsema           |
| 2021  | Lucinda Brand   | Annemarie Worst        | Denise Betsema           |
| 2022  | Ceylin Alvarado | Denise Betsema         | Inge van der Heijden     |
| 2023  | Ceylin Alvarado | Aniek van Alphen       | Annemarie Worst          |
| 2024  | Ceylin Alvarado | Lucinda Brand          | Marion Norbert-Riberolle |